# Plattenburg
Plattenburg è un comune del Brandeburgo, in Germania.

Appartiene al circondario (Landkreis) del Prignitz (targa PR).

## Storia
Il comune di Plattenburg venne formato il 31 dicembre 2001 dalla fusione dei comuni di Bendelin, Glöwen, Hoppenrade, Kleinow,
Kletzke, Krampfer, Netzow e Viesecke.
Il nome del nuovo comune deriva dalla Plattenburg, una fortezza posta nel territorio comunale.

## Società

### Evoluzione demografica
- Sviluppo della popolazione dal 1875 entro gli attuali confini (linea blu: popolazione; linea puntata: confronto dello sviluppo della popolazione dello stato del Brandenburgo; sfondo grigio: ai tempi del governo nazista; sfondo rosso: al tempo del governo comunista).
- Sviluppo recente della popolazione (linea blu) e previsioni.

| Anno | Abitanti |
| ---- | -------- |
| 1875 | 6 113    |
| 1890 | 5 589    |
| 1910 | 5 592    |
| 1925 | 5 852    |
| 1939 | 5 384    |
| 1950 | 8 827    |
| 1964 | 6 571    |

| Anno | Abitanti |
| ---- | -------- |
| 1971 | 6 351    |
| 1981 | 5 141    |
| 1985 | 5 265    |
| 1990 | 5 146    |
| 1995 | 4 693    |
| 2000 | 4 177    |
| 2005 | 3 977    |

| Anno | Abitanti |
| ---- | -------- |
| 2010 | 3 712    |
| 2015 | 3 413    |
| 2016 | 3 412    |
| 2017 | 3 325    |
| 2018 | 3 297    |
| 2019 | 3 274    |
| 2020 | 3 270    |

Fonti dei dati sono nel dettaglio nelle Wikimedia Commons.

## Geografia antropica

### Suddivisioni amministrative
Il territorio comunale si divide in 13 zone (Ortsteil):
- Bendelin, con la località:
  - Zichtow
- Glöwen, con le località:
  - Groß Leppin
  - Storbeckshof
  - Zernikow
- Hoppenrade, con la località:
  - Garz
- Kleinow, con le località:
  - Burghagen
  - Ponitz
  - Uenze
- Kletzke, con la località:
  - Plattenburg
- Krampfer, con la località:
  - Groß Gottschow
- Netzow, con le località:
  - Klein Leppin
  - Söllenthin
- Viesecke, con le località:
  - Groß Werzin
  - Rambow